# Немировский, Аркадий Семёнович
Аркадий Семёнович Немировский (род. 14 марта 1947, Москва, СССР) — советский, израильский и американский математик, работающий над методами эллипсоидов, внутренних точек и надёжной оптимизацией.
Член Национальной инженерной академии США (2017), Национальной академии наук США (2020).

## Биография
Аркадий Немировский в Московском государственном университете получил степень кандидата физико-математических наук, в Национальной академии наук Украины степень доктора физико-математических наук. Его наградили тремя престижными премиями — Фалкерсона, математической оптимизации и фон Неймана.

## Научная работа
Он работал с Юрием Нестеровым над написанием книги 1994 года, первая часть этой книги была о полуопределённом программировании, вторая о выпуклом программировании в соавторстве с А. Бен-Талом, третья часть написана с Л. Эль-Гауи в ней подробно описана функция надёжной оптимизации. Изложенная в книге самосогласованная функция намного облегчила изучение метода Ньютона.

## Награды
- Премия Фалкерсона (1982)
- Математическая премия по программированию (1991)[12]
- Теоретическая премия фон Неймана (2003)[13]

## Книги
- А.С. Немировский, А. Бен-Тал. Выпуклая оптимизация. — М.: Главная редакция физико-математической литературы, 2009. — С. 491—3.
- А.С. Немировский, А. Бен-Тал, Л. Эль-Гауи. Надёжная оптимизация. — М.: Главная редакция физико-математической литературы, 2000—2001. — С. 2.
- А.С. Немировский, Ю.Е. Нестеров. Полуопределённое программирование. — М.: Главная редакция физико-математической литературы, 1994. — С. 56.